# Никифор Парасхес-Кантакузин
Ники́фор Парасхе́с-Кантаку́зин (1537, Константинополь — 1599, Мальборк) — грецький церковний діяч, священномученик, випускник Падуанського університету. Проповідник венеційської грецької церкви св. Георгія, екзарх Вселенського патріарха у Молдавії та Речі Посполитій, архідиякон, протосинкел місцеблюститель Константинопольського патріарха. Пам'ять відзначається 6 жовтня і в Соборах Білоруських і Галицьких святих.
Близько 1596 року приїхав до Острога, де викладав у місцевій академії.
У боротьбу з унією екзарх Никифор спочатку виступив в Молдавії, організувавши засудження Берестейської унії на Соборі в Яссах влітку 1595 року. З ініціативи Никифора був відсторонений єпископ Георгій Могила, який проводив уніатську політику. Одночасно рішення Ясського собору, в яких унія різко засуджувалася, стали підмогою для боротьби православних підданих Речі Посполитої, які чинили опір введенню унії й вилученню земель у православної шляхти.
Брав активну участь в Берестейському православному соборі, писав полемічні твори. Прибуття Никифора в Брест на собор, куди він з'явився під заступництвом князя Костянтина Острозького, мало вирішальне значення для подальшого розвитку подій. Архідиякон Никифор зумів домогтися засудження уніатів з боку православної делегації. Внаслідок інспірованого католицькими колами процесу 1597 Никифор був помилково звинувачений в шпигунстві на користь Туреччини і відправлений у Мальборзьку фортецю, де утримувався під наглядом. Через два роки після процесу Никифор помер в ув'язненні від голоду.